# Svitlana Tužylinová
Svitlana Tužylinová, provdaná Šestovová (ukrajinsky Світлана Тужиліна, Svitlana Tužylina, rusky Светлана Тужилина, Světlana Tužilina, provdaná Шестова, Šestova; * 23. února 1982 Makejevka, nyní Makijivka), je bývalá ukrajinská reprezentantka ve sportovním lezení a mistryně Ukrajiny. Její disciplíny byly lezení na rychlost a bouldering.

## Výkony a ocenění
- 2006: čtvrté místo na mistrovství Evropy (rychlost)
- 2007: dvakrát šesté místo na mistrovství světa, v obou disciplínách
- 2007: stříbrná medaile v celkovém hodnocení světového poháru v lezení na rychlost, vyhrála dva závody
- 2008, 2009: nominace na prestižní mezinárodní závody Arco Rock Master v italském Arcu, kde získala stříbro
- mistryně Ukrajiny[1]

### Závodní výsledky
| Arco Rock Master | Arco Rock Master | Arco Rock Master |
| Rok              | 2008             | 2009             |
| ---------------- | ---------------- | ---------------- |
| Rychlost         | 2                | 10               |

| Mistrovství světa | Mistrovství světa | Mistrovství světa | Mistrovství světa        |
| Rok               | 2005              | 2007              | 2009                     |
| ----------------- | ----------------- | ----------------- | ------------------------ |
| Rychlost          | 23                | 6                 | 14 (12. na 15m standard) |
| Bouldering        | 33                | 6                 |                          |

| Světový pohár       | Světový pohár | Světový pohár    | Světový pohár   | Světový pohár | Světový pohár |
| Rok                 | 2005          | 2006             | 2007            | 2008          | 2009          |
| ------------------- | ------------- | ---------------- | --------------- | ------------- | ------------- |
| Rychlost            | 5             | 11               | 2               | 3             | 6             |
| jednotlivě* (3/1/2) | -,7,5,7,5     | 8,-,-,-, -,-,6,4 | ,-,5,,6,        | 4,,,4,10,9    | 5,-,10,       |
|                     |               |                  |                 |               |               |
| Bouldering          | —             | 24               | 36-38           | —             | —             |
| jednotlivě*         |               | 7,-,-, -,-,12,-  | 12,-,-, -,-,-,- |               |               |
|                     |               |                  |                 |               |               |
| Kombinace           | —             | —                | 3               | —             | —             |

* poznámka: nalevo jsou poslední závody v roce
| Mistrovství Evropy | Mistrovství Evropy | Mistrovství Evropy | Mistrovství Evropy | Mistrovství Evropy |
| Rok                | 2004               | 2006               | 2007               | 2008               |
| ------------------ | ------------------ | ------------------ | ------------------ | ------------------ |
| Rychlost           | 5                  | 4                  | jen bouldering     | 5                  |
| Bouldering         | 30                 | zrušeno            | 20                 | —                  |

| Mistrovství Ukrajiny | Mistrovství Ukrajiny |
| Rok                  | 2004                 |
| -------------------- | -------------------- |
| Rychlost             | 2                    |